# Зелёные Кошары
Зелёные Кошары (укр. Зелені Кошари) — село в Первомайском районе Николаевской области Украины.
Основано в 1907 году. Население по переписи 2001 года составляло 707 человек. Телефонный код — 5161.

## Местный совет
55274, Николаевская обл., Первомайский р-н, с. Степковка, ул. Юбилейная, 3 тел. 65-1-31